# Ravan Baku
Ravan Baku (azerbajdzjanska: Rəvan Futbol Klubu, Rävan Futbol Klubu) är en azerbajdzjansk fotbollsklubb från huvudstaden Baku. Klubben grundades år 2009 och i maj 2011 säkrade man, genom att sluta tvåa i förstaligan, en plats i Premjer Liqasy, Azerbajdzjansk högsta division. Klubben tränas sedan år 2011 av den azerbajdzjanske tränaren Bahman Hasanov, som tog över efter Vladislav Gadirov.

## Kända spelare
- Artur Kotenko (2011)
- Sheriff Suma (2011)
- John Pelu (2011-2012)